# Трифторбромметан
Бромтрифтормета́н (также известный как галон 1301) — органическое соединение с формулой CBrF3, производное метана, полностью замещённый галогеналкан. При нормальных условиях — негорючий прозрачный газ.

## Производство
Бромтрифторметан может быть получен путём взаимодействия трифторметана с бромом.

## Таблица физических свойств
| свойства                                 | значения              |
| ---------------------------------------- | --------------------- |
| Критическая температура(Тс)              | 66,9 °C (340,08 K)    |
| Критическое давление(pc)                 | 3,956 МПа (39,56 бар) |
| Критическая плотность(ρc)                | 5,13 моль/л           |
| Потенциал истощения озонового слоя (ODP) | 10 (CCl3F = 1)        |
| Потенциал глобального потепления (GWP)   | 6900 (CO2 = 1)        |

## Использование
Бромтрифторметан был введён в качестве средства пожаротушения в 1960-х годах. Бромтрифторметан тушит пожары в концентрации 6 %, вмешиваясь в радикальную реакцию горения. Относится к группе галогенированных углеводородов, вредных для озонового слоя и запрещённых Монреальским протоколом. Их производство в промышленно развитых странах (в частности, в Европейском Союзе) запрещено. Тем не менее, применение в соответствии с международным правом по-прежнему разрешено.
Добавляется в плазму для увеличения её реактивности в плазмо-химическом травлении.
Химический реагент
Бромтрифторметан является прекурсором трифторметилтриметилсилана, популярного трифторметилирующего реагента в органическом синтезе.

## Токсикология и безопасность
Трифторбромметан разлагается при контакте с горячей поверхностью или с пламенем, образуя токсичные пары, включая бромистый водород и фтористый водород (продукты пиролиза). Бромтрифторметан очень агрессивно реагирует со щелочными металлами.
Вещество раздражает глаза. Быстрое испарение жидкости может вызвать обморожение. Пары могут оказывать влияние на центральную нервную систему.